# Município de Washington (condado de Hardin, Ohio)
O município de Washington (em inglês: Washington Township) é um município localizado no condado de Hardin no estado estadounidense de Ohio. No ano de 2010 tinha uma população de 729 habitantes e uma densidade populacional de 7,85 pessoas por km².

## Geografia
O município de Washington encontra-se localizado nas coordenadas 40° 46′ 34″ N, 83° 42′ 32″ O. Segundo a Departamento do Censo dos Estados Unidos, o município tem uma superfície total de 92.86 km², da qual 92,86 km² correspondem a terra firme e (0 %) 0 km² é água.

## Demografia
Segundo o censo de 2010, tinha 729 pessoas residindo no município de Washington. A densidade populacional era de 7,85 hab./km². Dos 729 habitantes, o município de Washington estava composto pelo 97,26 % brancos, o 0,27 % eram afroamericanos, o 0,27 % eram amerindios, o 0,27 % eram de outras raças e o 1,92 % eram de uma mistura de raças. Do total da população o 1,23 % eram hispanos ou latinos de qualquer raça.